# 神谷卓男
神谷 卓男（かみや たくお、明治4年12月9日〈1872年1月18日〉 - 1929年〈昭和4年〉10月22日）は、明治末期から昭和初期にかけての官僚・政治家である。名古屋市助役や衆議院議員、東邦電力常務取締役を務めた。京都府出身。

## 経歴
神谷卓男は、明治4年12月9日（新暦：1872年1月18日）、京都府与謝郡宮津町波路（現在の宮津市）に生まれた。父・広生は旧宮津藩士で明治維新後は地方自治に尽力した人物である。宮津小学校・天橋義塾・京都中学校を経て同志社に入り、1892年（明治25年）に同志社を卒業。1894年（明治27年）からはアメリカ合衆国へと留学し、スタンフォード大学およびコロンビア大学で学んだのち1900年（明治33年）に帰国した。
帰国後は日本新聞の記者となるが、公爵・貴族院議長の近衛篤麿の知遇を得て退職、近衛の秘書官に転じた。1904年（明治37年）に近衛が没すると大韓帝国に渡り、一進会顧問として活動する。その後大韓帝国政府に招聘され財務官となり、次いで咸鏡北道書記官となる。韓国併合後も朝鮮総督府で平安北道内務部長などを歴任した。
1913年（大正2年）1月18日付で朝鮮総督府道事務官を退官し、同日名古屋市の助役に就任した。在任中の市長は阪本釤之助で、在職期間は1917年（大正6年）1月の任期満了までの4年間である。市長の阪本は「八方美人」型であったのに対し助役の神谷は威厳を示す「蛮勇」型であって、役所はいわゆるかかあ天下の様であったという。退任後、1917年4月20日実施の第13回衆議院議員総選挙に無所属で京都府郡部選挙区（定員5人）より立候補し、第3位の得票を得て当選、衆議院議員となった。当選半年後の第40回議会からは立憲国民党に属したが、普通選挙の主張が1919年（大正8年）に党議で否決されたため脱党。離党者6名で同年3月「純正国民党」を結成したが、同党はほどなくして解散し、再び無所属となった。翌1920年（大正9年）2月衆議院が解散される。神谷の衆議院議員在職はこの1期のみであった。
議員在任中の1918年（大正7年）12月、名古屋電灯の取締役に就任する。同社は名古屋市の電力会社で、当時福澤桃介が社長、下出民義が副社長を務めていた。翌1919年（大正8年）10月には支配人出身の角田正喬とともに常務へ昇格した。1921年（大正10年）10月合併により関西電気常務取締役に就任。経営陣が福澤から松永安左エ門らに交替し、関西電気改め東邦電力となった後も引き続き常務に在任する。東邦電力では総務部長を兼ね、名古屋から東京への本社業務移転作業に従事した。常務在任は1年余りで、1923年（大正12年）7月病気を理由に福澤駒吉と交代し辞任。1927年（昭和2年）5月の役員改選にて取締役からも退いた。
実業界ではその他、名古屋電灯・東邦電力傘下企業のうち愛知県稲沢の電力会社稲沢電灯にて1920年7月から1928年（昭和3年）5月にかけて取締役を、福岡県の鉄道会社九州鉄道にて1922年（大正11年）2月から1925年（大正14年）12月にかけて監査役をそれぞれ務めた。
1929年（昭和4年）10月22日、東京府豊多摩郡落合町（現・東京都新宿区）の自宅にて脳溢血で死去した。57歳没。

## 栄典
- 1910年（明治43年）12月20日、従六位に叙される[21]。